# Richard Appora
Bertrand Guy Richard Appora-Ngalanibé OP (* 3. April 1972 in Bangui, Zentralafrikanische Republik) ist ein zentralafrikanischer Ordensgeistlicher und römisch-katholischer Bischof von Bambari.

## Leben
Richard Appora trat dem Dominikanerorden bei, legte im Jahr 2001 die ewige Profess ab und empfing am 1. November 2004 die Priesterweihe.
Papst Franziskus ernannte ihn am 10. Dezember 2016 zum Koadjutorbischof von Bambari. Der Erzbischof von Bangui, Dieudonné Kardinal Nzapalainga CSSp, spendete ihm am 25. März des folgenden  Jahres die Bischofsweihe.
Mit dem Tode des Diözesanbischofs Edouard Mathos am 28. April 2017 folgte er ihm im Amt nach.